# Trumbull (Nebraska)
Trumbull è un comune degli Stati Uniti d'America, situato nello Stato del Nebraska, diviso tra la contea di Adams e la contea di Clay.